# シャーフィイー学派

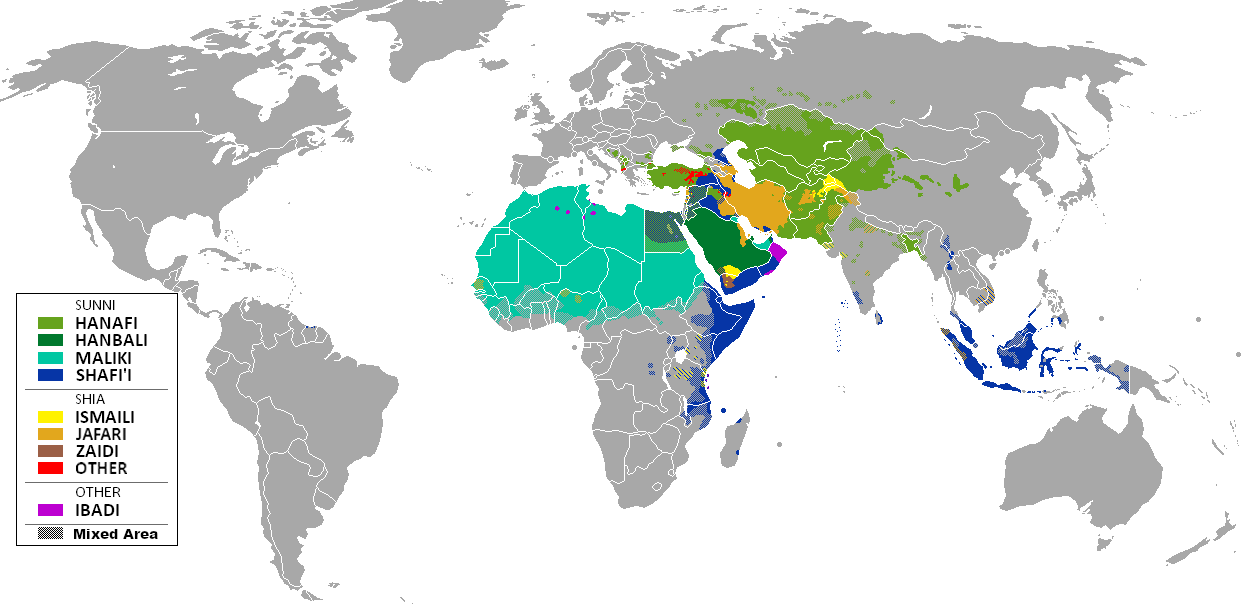
シャーフィイー学派の有力な地域

シャーフィイー学派（シャーフィイーがくは、アラビア語: مذهب الشافعي al-Madhhab al-Shāfi`ī）は、イスラーム教スンナ派における四大法学派のひとつ。シャーフィイー法学派、シャーフィイー派とも表記される。

## 概要
アッバース朝初期に活躍した法学者アブー・アブドゥッラー・ムハンマド・シャーフィイーを名祖とする。ハナフィー学派やマーリク学派と比べた場合、大体において啓示的法源を重視するため、地域の慣習（ رسم rasm）に依拠する割合が低い傾向がある。セルジューク朝の庇護を受けたため、一時はイラン高原全域から、イラク、アナトリア、シリア、エジプトにまで勢力を拡大した。特にニザーミーヤ学院ではアシュアリー派神学とシャーフィイー派法学が必須教科であったこともあり、11世紀以降アブル・ハサン・マーワルディー、イマーム・ハラマイン、アブー・ハーミド・ガザーリー、ナワウィーなど高名な思想家や法学者、ウラマー、知識人を多数輩出した。しかし、15世紀になると、ハナフィー学派に依っていたオスマン朝やシーア派十二イマーム派を奉じるサファヴィー朝の台頭によって中東地域での勢力は退潮することとなる。
しかし、その後もイエメン、ハドラマウト、イラク中部やエジプトで勢力を保ち、特にハドラマウトの人的宗教的影響が強かった東南アジアやインドのマラバール海岸、コロマンデル海岸、アフリカ大陸東部ではむしろ勢力を拡大し、現在でも住人の多くはシャーフィイー学派を信奉している。

## 主要な法学者と法学書

### 法学者
- アッ＝シャーフィイー
- アシュアリー（英語版）
- アッ＝マーワルディー（英語版）
- イマーム・アル＝ハラマイン（英語版）
- ガザーリー

### 法学書
- ムザニー『提要（al-Mukhtaṣar）』
- マーワルディー
『シャーフィイー法学の大網羅（al-Ḥāwī al-kabīr fī Fiqh Madhhab al-Imām al-Shāfiʿī）』、
『統治の諸規則（Al-Aḥkām al-Sulṭānīyya wʾal-Wilāyāt al-Dīnīyya）』
- アブー・イスハーク・シーラーズィー
『教示（al-Muhadhdhab fī fiqh al-Imām al-Shāfiʿī）』、
『適要（al-Tanbīh fī al-Fiqh ʿalá Madhhab al-Imām al-Shāfiʿī）』
- ガザーリー
『法源学の精髄（al-Mustaṣfá min ʿIlm al-Uṣūl ）』、
『要約』
- ナワウィー『学生の道（Minhāj al-ṭālibīn wa-ʿumdat al-muftīn）』